# Storstöttjärnen
Storstöttjärnen är en sjö i Härjedalens kommun i Härjedalen och ingår i Dalälvens huvudavrinningsområde. Sjön har en area på 0,101 kvadratkilometer och ligger 888,3 meter över havet. Storstöttjärnen ligger i Rogen Natura 2000-område. Sjön avvattnas av vattendraget Hagaån.

## Delavrinningsområde
Storstöttjärnen ingår i det delavrinningsområde (690737-133597) som SMHI kallar för Ovan Nässjöbäcken. Medelhöjden är 894 meter över havet och ytan är 5,76 kvadratkilometer. Det finns inga avrinningsområden uppströms utan avrinningsområdet är högsta punkten. Hagaån som avvattnar avrinningsområdet har biflödesordning 3, vilket innebär att vattnet flödar genom totalt 3 vattendrag innan det når havet efter 519 kilometer. Avrinningsområdet består mestadels av skog (14 procent) och kalfjäll (84 procent). Avrinningsområdet har 0,1 kvadratkilometer vattenytor vilket ger det en sjöprocent på 1,8 procent.